# Pfaffenschneide
La Pfaffenschneide est une montagne qui s’élève à 3 498 m d’altitude dans les Alpes de Stubai, en Autriche.